# Башкирское центральное шуро
Башкирское центральное шуро, также Башкирский областной совет (башк. Башҡорт мәркәз шураһы), образовано 20 июля 1917 года на 1-м Всебашкирском курултае для руководства Башкирским национальным движением.

## История
Штаб-квартира находилась в Оренбурге, в июне—августе 1918 года в Челябинске, с декабря меняло местопребывание в пределах Орского уезда. 
Координировало деятельность различных волостных шуро (советов). Организовало созыв 2-го и 3-го Всебашкирских курултаев, предвыборную кампанию кандидатов в депутаты Всероссийского учредительного собрания; 15 ноября 1917 года провозгласило национально-территориальную автономию Башкурдистана. 17 февраля 1918 года по приказу председателя Оренбургского губернского военно-революционного комитета часть членов Башкирского центрального шуро и заведующие отделами Башкирского правительства были арестованы. 
В начале апреля они были освобождены из тюрьмы во время захвата Оренбурга башкирскими и казачьими отрядами. В июне центральное шуро возобновило работу. Оно содействовало мероприятиям Башкирского правительства, вело антибольшевистскую пропаганду и сбор средств на нужды Башкирского национального движения, развивало отношения с другими национальными движениями. Прекратило деятельность после того, как 20 марта 1919 года было подписано Соглашение центральной Советской власти с Башкирским правительством о Советской Автономной Башкирии.

## Состав
Председатели Башкирского центрального шуро: 
1. Манатов, Шариф Ахметзянович (июль—декабрь 1917 года)
2. Атнагулов, Салахетдин Садриевич (декабрь 1917 года — июнь 1918 года)
3. Бабич, Шайхзада Мухаметзакирович (декабрь 1917 года — июнь 1918 года)
4. Мрясов, Сагит Губайдуллович (июнь 1918 года — март 1919 года).

В первоначальный состав шуро входили: 
- Манатов Ш. А. (председатель)
- Валидов, Ахмет-Заки (зам. председателя)
- Атнагулов С. С.
- Бабич Ш. М.
- Габитов, Хабибулла Абделькадирович
- Гумаров А.
- Давлетшин, Абдулла Сибагатуллович
- Карибов К.
- Мрясов, Сагит Губайдуллович
- Смаков, Муса Гатиятуллович
- Тагиров, Нуриагзам Тагирович
- Хасанов, Гали-Ахмед Вали-Мухамедович

## Прочее
- Печатным органом Башкирского центрального шуро была газета «Башкорт».